# 2016年香港立法會選舉公民黨黨內甄選
2016年香港立法會選舉公民黨黨內初選是公民黨就參加2016年香港立法會選舉決定參選人之初選。

## 機制
公民黨的策略委員會，將會與有興趣參選的黨員溝通及開展甄選程序，並盡快完成報告及建議提交執行委員會討論。執行委員會可因應最新形勢徵召合適黨員參加9月的立法會選舉，並交由黨員大會通過。公民黨預計在不遲於七月完成所有程序，並公佈最終參選名單。

## 參選人

### 香港島
- 陳淑莊
- 鄭達鴻

### 九龍西
- 毛孟靜
- 黃證泉
- 王德全
- 伍月蘭
- 余德寶

### 九龍東
- 譚文豪

### 新界西
- 郭家麒
- 冼豪輝
- 陳琬琛
- 黃家華

### 新界東
- 楊岳橋

### 區議會（第二）
- 陳琬琛

### 法律界
- 郭榮鏗

雖然於黨內初選本界別只有一人參加，但由於公民黨只有10名區議員，未能符合提名要求，需要依賴黨外區議員提名。而陳琬琛亦有參加新界西初選，所以最終是否出選將有待確定。

### 未有指定選區
- 陳宇明
- 曾健超